# Lokaiata
Lokāyata (del sánscrito 'que prevalece en la gente', siendo loka: 'local, mundo' y aiata: 'prevaleciente') fue una filosofía india atea, escéptica, materialista y hedonista, que rechazó los Vedas y todas las doctrinas sobrenaturales asociadas. Fue creada quizá por el filósofo y escritor Chárvaka en el siglo VII a. C. a quien se le atribuye los textos Brijaspati-sutras, hoy perdidos, y tuvo seguidores al menos hasta 1578.
Los filósofos de Chārvāka como Brihaspati eran extremadamente críticos de otras escuelas de filosofía indias. Chárvaka consideró que los Vedas estaban contaminados por las tres fallas de la falsedad, la autocontradicción y la tautología. Declararon que los Vedas eran rapsodias incoherentes inventadas por el hombre cuya única utilidad era proporcionar medios de subsistencia a los sacerdotes brahmánicos.
Del mismo modo, criticaron al budismo y jainismo, burlándose de los conceptos de nirvana, reencarnación y karma. Ellos creían que renunciar al placer para evitar el dolor era el «razonamiento de los tontos». La epistemología de Chárvaka considera la percepción como la principal fuente de conocimiento, al tiempo que rechaza la inferencia, que puede ser inválida.

## Bríjaspati y lokāyata
En textos hindúes como el Brijati (comentario del Sabar Bhashia) y el Sarva darsana sangraha (de Madhavacharia) se dice que el sabio Bríjaspati, gurú de los dioses védicos, fundó y predicó el pensamiento lokāyata, aunque es probable que el Bríjaspati ateo fuera un personaje distinto del mítico sabio, ya que Dhishan, el discípulo de Brihaspati, considera a los autores de los textos védicos un grupo de estafadores.
El texto más conocido del Barjaspatiá sutra atribuido a Bríjaspati es la séptima estrofa (de once) del Sarva Dárshana Sangraha (un texto teísta de Mádhava) y enuncia un principio muy fácil de refutar para sus oponentes teístas:

Yavajjivet sukham jivet

rinam kritvā ghritam pibet

bhasmi bhutasya dehasya

punar āgamanam kutah?
Mientras vivas, sé feliz,

endéudate y come ghī [mantequilla clarificada].

Después de que el cuerpo se convierte en cenizas,

¿desde dónde va a volver?

Estos versos critican los beneficios financieros que consiguen los sacerdotes en las funciones religiosas. No se puede saber si estas son palabras de Bríjaspati. Pero el sentido sí concuerda con el estilo de pensamiento de Chārvāka. El ghi ocupaba el lugar central: era el símbolo de la buena comida y desde hacía mucho tiempo funcionaba como la ofrenda primaria en las ceremonias hindúes de fuego sacrificial.
Los chārvakas tomaron la idea de que la buena vida, simbolizada por el ghi, era la ruta de realización personal. Los críticos de la doctrina chārvaka veían que este énfasis en artha (dinero) y kama (placer), sin dharma (religión) y sin la meta final del moksha (liberación) era un extremo de hedonismo egoísta.

## Doctrina chárvaka
La escuela de pensamiento de Chārvaka es llamada lokāyata (que proviene de loka: 'mundo' en sánscrito), ya que sostiene que solo existe el mundo materialista y nada más (no hay alma, cielo ni infierno).
En India no se conserva prácticamente ningún texto ateísta (seguramente no porque no existieran, sino por destrucción). Todo lo que se conoce de esta doctrina se encuentra en textos críticos —como el Sarva Darshana Samgraha (de Mádhavacharia) y el Sarva Siddhanta Sara Samgraha (atribuido a Shamkará)— que tratan de refutarla o denigrarla.
Se nombra a esta doctrina atea en la obra de teatro Prabodha Chandrodaya (la salida de la luna del intelecto) que demuestra lo conocido que era este movimiento.
Dentro de las creencias hindúes, el chárvaka se clasifica como un sistema materialista (nāstika, 'no hay [alma]'), la misma clasificación que le da al budismo y al jainismo. Se lo caracteriza como una escuela de pensamiento materialista y ateo.
El único texto que auténticamente se puede decir que pertenece a esta escuela es el Tatwa Upaplava Simha ('el calamitoso león de la verdad') de Jayarāśi Bhatta (siglo VI d. C.), que incluye una serie de ataques sistemáticos a cada una de las doctrinas hindúes.
Es un sistema de creencias hinduistas que asumía varias formas de escepticismo filosófico e indiferencia hacia la religión. También se lo conoce como Lokayāta. 
Su doctrina materialista criticó ácidamente el supernaturalismo hindú. Las siguientes religiones (como el jainismo, el budismo y las primeras formulaciones del confucionismo) que criticaron las ideas hinduistas, tomaron algunos de sus argumentos de ese protomaterialismo. Cuando esas ideas llegaron a Europa en el siglo XVII y XVIII, supusieron un contraejemplo nada despreciable contra el argumento de que todos los seres humanos sienten la absoluta necesidad psicológica de creer en un dios.

## Pérdida de trabajos originales
Las pruebas disponibles sugieren que la filosofía chárvaka se presentaba en el Brihaspati Sūtra, en la India, probablemente cerca del siglo VI a. C. No se ha preservado este texto ni ningún otro texto original de esta creencia. Los principales trabajos se conocen por fragmentos que citan sus oponentes hindúes y budistas. Aparentemente la filosofía chárvaka desapareció en algún momento después del 1400 de la era común.
Contrarrestando el argumento de que los chárvakas se oponían a todo lo que es bueno en la tradición védica, Dale Riepe dice: «A partir del material disponible, se puede decir que los chárvakas tenían en la más alta estima la verdad, la integridad, la coherencia y la libertad de pensamiento».

## Texto crítico de Madhava Āchāria
En su Sarva Darśana Samgraha ('revisión de todas las doctrinas', de 1380), el teísta monista Mádhava Acharia (siglo XIV) —que no se debe confundir con Madhwa Acharia (1238-1317) que era el líder vaisnava del dualismo— dijo que los chárvakas proclamaban que no debemos preocuparnos por el todo puesto que no tiene sentido; que las maravillas de la naturaleza no las hace un dios sino que, simplemente, suceden; que no hay dioses ni vida después de la muerte; y que si hay algo es el infierno causado por el dolor y la frustración naturales.
En el prólogo del libro, después de invocar a los dioses hindúes Shivá y Vishnú («por quienes se produjeron la Tierra y lo demás»), Madhavacharia pregunta, en el primer capítulo:

¿Pero cómo podemos atribuirle al Ser Divino el darnos la suprema felicidad cuando tal noción ha sido destruida por Chárvaka, la gema cimera de la escuela ateísta, el seguidor de la doctrina de Brijaspati? Los esfuerzos de Chárvaka son realmente difíciles de erradicar, porque la mayoría de los seres vivientes viven de acuerdo al conocido refrán:

Mientras la vida es tuya, vive feliz;

Nadie escapa del ojo buscador de la Muerte:

Cuando una vez que nos quemen esta nuestra estructura

¿Cómo harás que regrese?

En una antigua obra escrita por uno de estos filósofos materialistas aparece un personaje alegórico que afirma que es ignorancia creer que el espíritu es diferente del cuerpo y añade que hay tantas razones para obtener recompensas en la otra vida como para obtener frutos de un árbol que flote en el aire.
Añaden los chárvakas que los hinduistas engañan a la gente al afirmar la realidad de las criaturas de su propia imaginación y afirman que la vida ascética es un desperdicio vital. Contra el miedo al castigo afirman que los tres Vedas son un engaño porque pretenden que hay un sistema de justicia superior en el mundo y porque prescriben todo tipo de rituales ineficaces. Llega a afirmar que ni siquiera los que realizan dichos rituales creen en ellos porque si realmente creyesen que los animales sacrificados fuesen directamente al cielo la gente se sacrificaría a sí misma (cosa que nunca sucede).
Como manera de denigrar su filosofía, define a Chárvaka como un filósofo que defendió el hedonismo. En todo el texto contra la doctrina Lokāyata, Madhava evita mencionar las tesis contra la existencia de Dios, para no tener que tratar de refutarlas.

## Mujeres
Los chārvakas criticaban la actitud tradicional contra la mujer. En el Naishadhiya (17, 42), un personaje llamado Chārvaka dice: «Desconfía de los hombres que restringen a las mujeres debido a la envidia [o los celos]. Tanto los hombres como las mujeres tienen pasión, pero las restricciones solo se aplican a las mujeres».